# Lancia Ypsilon (2003)
 For alternative betydninger, se Lancia Ypsilon. (Se også artikler, som begynder med Lancia Ypsilon)
Lancia Ypsilon er en bilmodel fra Lancia. Modellen afløste Lancia Y i 2003, og er ligesom Lancia Y baseret på samme platform som Fiat Punto. 
Modellen findes også som MPV under navnet Lancia Musa.
Motorprogrammet er i store træk det samme som i Fiat Punto. Det vil sige benzinmotorer på 1,2 og 1,4 liter og dieselmotorer på 1,3 liter. Med faceliftet i 2006 blev 1,2 16V med 80 hk afløst af en 8-ventilet 1,4 med 77 hk. Dieselmotoren på 1,3 liter bruges også af Fiat, Ford, Opel og Suzuki.
Ligesom Lancia's øvrige modeller sælges Ypsilon ikke officielt i Danmark, men enkelte eksemplarer finder dog vej hertil ved hjælp af parallelimport.
En afløser er planlagt til juni 2011 og viderefører navnet.

## Billeder
- Skrifttræk
- Kabine

## Tekniske specifikationer
| Model         | Cylindre/ ventiler | Slagvolume cm³ | Max. effekt kW (hk) / omdr. | Max. drejningsmoment Nm / omdr. | Motorkode | 0-100 km/t sek. | Topfart km/t | Byggeår     |
| ------------- | ------------------ | -------------- | --------------------------- | ------------------------------- | --------- | --------------- | ------------ | ----------- |
| Benzinmotorer |                    |                |                             |                                 |           |                 |              |             |
| 1.2 8V        | 4 / 8              | 1242           | 44 (60) / 5000              | 102 / 2500                      | 188A4000  | 16,8            | 153          | 2003 − 2010 |
| 1.2 8V        | 4 / 8              | 1242           | 51 (69) / 5500              | 102 / 3000                      |           | 15,8            | 160          | 2010 −      |
| 1.2 16V       | 4 / 16             | 1242           | 59 (80) / 5000              | 114 / 4000                      |           | 13,2            | 165          | 2003 − 2006 |
| 1.4 8V        | 4 / 8              | 1368           | 57 (77) / 6000              | 113 / 3750                      | 350A1000  | 13,5            | 167          | 2006 −      |
| 1.4 16V       | 4 / 16             | 1368           | 70 (95) / 5800              | 128 / 4500                      | 843A1000  | 10,9            | 175          | 2003 −      |
| Dieselmotorer |                    |                |                             |                                 |           |                 |              |             |
| 1.3 Multijet  | 4 / 16             | 1248           | 51 (70) / 4000              | 180 / 1750                      | 188A9000  | 15,1            | 165          | 2003 − 2006 |
| 1.3 Multijet  | 4 / 16             | 1248           | 55 (75) / 4000              | 190 / 1750                      | 199A2000  | 14,5            | 167          | 2006 −      |
| 1.3 Multijet  | 4 / 16             | 1248           | 66 (90) / 4000              | 200 / 1750                      | 199A3000  | 11,0            | 175          | 2006 −      |
| 1.3 Multijet  | 4 / 16             | 1248           | 77 (105) / 4000             | 200 / 1750                      | 843A2000  | 10,3            | 177          | 2006 −      |